# 青空 (THE BLUE HEARTSの曲)
青空（あおぞら/あおいそら）は、日本のロックバンド、THE BLUE HEARTSの通算8枚目のシングル。3rdアルバム『TRAIN-TRAIN』からのリカット。

## 収録曲
1. 青空
（作詞・作曲: 真島昌利　編曲:THE BLUE HEARTS）
正式な読み方は「あおぞら」ではなく歌詞にもある「あおいそら」。これは真島が提案したことだが、メディアでも「あおぞら」として紹介され、浸透しなかった。[要出典]甲本もそのまま「あおぞら」と呼んでいる。
レッド・ペッパー・ガールズが、2008年のアルバム『レモンティー 〜搾って、ボクのレモンを〜』にてカバー。
2010年、miwaがカバーした同曲が、東宝配給映画『カラフル』のエンディングテーマソングとして使用される。
2. 平成のブルース
（作詞・作曲: 真島昌利　編曲:THE BLUE HEARTS）
3rdアルバムには未収録。山中湖のスタジオで、一般的なマイクを各楽器の近くに取り付けたり、ライン形式での録音ではなく、正面にマイクを3本のみ立てて、ライヴ形式で録音された。
白井幹夫がピアノで初参加している。
真島がボーカルをつとめる楽曲で、ライブで発表された当初は3分程度の楽曲だったが、レコーディングの際に10分弱にもおよぶ長編となる。
ライブで演奏されていた際は演奏される度に歌詞が変わっていた。「一杯のかけそば」、「アパルトヘイト」、「水爆」等といった当時の世相を表した歌詞も歌われていた。
途中の英詞はエルヴィス・プレスリーがカバーしたカール・パーキンスの「Blue Suede Shoes」。前半部分は甲本ヒロトとTHE BLUE HEARTS自身のことについて歌っている。後半には、ロックバンド、頭脳警察の楽曲「コミック雑誌なんか要らない」が引用されている。
真島が歌を歌い始める直前に甲本が咳きこむ声が微かに聞こえる。

## カバー
青空
- miwa - 2010年にネット配信限定でリリース。この曲は同年公開のアニメーション映画『カラフル』のエンディングに使用されている。
- 美吉田月『JスタンダードビューティフルカヴァーズVol.2』（2014年）収録
- 藤原ヒロシ - コラボレーションアルバム「30th anniversary THE BLUE HEARTS re-mix『re-spect』」（2016年1月27日）収録[1]。
- 高橋優 - NHK・BSプレミアムの音楽番組『The Covers』にてカバー。
- 片平里菜
- 竹原ピストル
- WANIMA
- Acid Black Cherry
- 菅田将暉
- THE ROLLING GIRLS（小澤亜李、日高里菜、種田梨沙、花守ゆみり） - 2015年1月期の独立局系深夜アニメ『ローリング☆ガールズ』の挿入歌として使用。
- 上白石萌音
- 有吉弘行 - 2022年12月30日放送『クイズ☆正解は一年後』（TBSテレビ）内にてカバー。2023年1月1日に配信リリースされるトリビュート・アルバム『ザ・ブルーハーツ クイズ☆正解は一年後 トリビュート』に収録[2]。
- 竹渕慶 カバーアルバム『この歌をあなたに』（2025年4月30日発売）収録[3]。

## 絵本化
- 青空（真島昌利 歌詞、Botchy-Botchy 絵、2019年12月、現代書館）ISBN 978-4-7684-5874-7